# Micz bán
Micz bán' Simon (Micbán) a Baksa nemzetségből  (de genere Boxa) származott. Micz bánhoz egy régi monda fűződik, mely szerint hét fiú gyermeke született, kiktől később hét család: Csapi, Bocskai, Szőrtei, Sós, Raskai, Eszeni, Kövesdi családok származtak.

## Története
Simon Micz bán felesége a fennmaradt monda szerint hosszú időn keresztül magtalan volt. Egyszer egy szegény asszony alamizsnát kért tőle, aki egyszerre három gyermeket szült. A grófné megbotránkozva utasította el, szemére vetve, hogy bizonyosan gonosz életet élt, mert lehetetlen, hogy egy férjtől egyszerre három magzata legyen. Az asszony megátkozta Micz bánnét, hogy legyen hát neki egyszerre 7 gyermeke. Ugy is történt, egyszerre hét fiut szült. A grófné megrettent, és elhatározta, hogy csak egy fiut tart meg, a többit pedig dézsába rakatta és átadta egy öreg szolgállóasszonynak, hogy veszítse el őket. Micz bán ekkor éppen hazafelé lovagolt és útközben összetalálkozott az öreg szolgállóasszonnyal, akit kifaggatva és megtudva a dolgot, elvette a hat csecsemőt az  öregasszonytól, és birtokain szétosztva őket, neje tudta nélkül fölneveltette.
A Micz bán hét gyermekéről szóló monda a 16. században fordult elő először, részletesen 1622-ben Alvinczi Péter kassai pap Bethlen Gábor fejedelem neje, Károlyi Zsuzsanna fölött mondott halotti beszédében emlékezett meg róla, feltűnt Katona József Bánk bán című művében  és Kisfaludy Sándor egyik költeményében is, de hasonló német, francia és spanyol nyelvterületen is ismert különböző családok eredetmondájaként.